# ヴァイツブレイド
『ヴァイツブレイド』は、バンダイより1999年6月24日に発売されたワンダースワン用ロールプレイングゲーム。
本作は中世ヨーロッパ風の世界を舞台としたコンピュータRPGであり、ヴァイツと呼ばれるモンスターやアイテムを合成するシステムを有している。

## あらすじ
ランドール帝国は、ヴァイツと呼ばれるモンスターを軍事利用する形で勢力を伸ばしていた。
ランドール帝国の軍人となった主人公ウィルは、漁村での大型ヴァイツの鎮圧という初任務を成功させ、ランドールの闘技大会で好成績を収めるなど充実日々を送っていた。
その矢先、彼は反ランドール組織・スタンガの幹部の一人・フリッツを逃してしまった罰として謹慎処分を受ける。さらに、彼の父ブライアンが反逆罪で捕まるという知らせがもたらされる。
その知らせを持ってきたマーシュの制止を押し切り、真相を確かめに来たところで大臣のガウチに捕まってしまった上、ブライアンも処刑されてしまう。
マーシュに助けられた後、ウィルは父の今際の言葉をもとに母の墓を調べ、父の字でスタンガの代表・エリオットに会えという趣旨の手紙と古文書を見つける。
2人はアグリスという別の国に近い基地から飛行ヴァイツを持ち出すも、道中で撃墜され、マーシュと離れ離れになってしまう。
ウィルはヴァイツ合成の研究家ルカに拾われたことを機に、エルという女性と出会い、スタンガの本拠地シルトにたどり着き、モニカという女性とも出会う。その後、ウィルはマーシュとも合流し、エルこそがエリオットであることを知る。一行は古文書が現皇帝グラデュスIII世のたくらみを暴くヒントになるという期待を寄せる。
ロメロという老人を通じて、一行はポロンというヴァイツに古文書を解読させたところ、神獣と呼ばれるヴァイツの存在が浮上する。その後、ポロンはロメロに売られる形で一行に加わり、火山地帯にある火の神殿を守護するヴァイツを撃破し、「火の封印」を手に入れる。
一行はグラデュスに対抗する為に神獣を確保することにし、古文書目当てにアグリス城へ侵入したところ、ランドールの闘技大会の決勝戦の相手であるハイネスと再会する。城主に雇われたハイネスと行き先が同じだったことから、ともに城の地下室へ行く。ハイネスが探していた伝説の剣ヴァイツブレイドは見つからなかったが、ウィルは古文書を手に入れ、ともに脱出する。
古文書を調べたところ、神獣の封印は3つの神殿にあることが判明した。
ウィルとモニカは、ヴァイツ研究が盛んな国・バルティスタへ行く。道中、モニカは自身がランドールのスパイであること、ウィルが父殺しの濡れ衣を着せられていることや、ウィルの兄ジェラールが追手として差し向けられたことを明かす。さらに、待ち構えていたジェラールの前で、モニカは彼の婚約者であることや、ウィルが拾い子であることを明かす。戦いのさなか、モニカはジェラールをかばう形で死んでしまう。
気を取り直して神殿を調べる中、一行はヴァイツ研究所を見つけるが、所長のキ・メラにつまみ出される。その後、ウィルはスタンガのメンバー・パトリックとともに、バルティスタの東にあるレグナートという国の森林・大樹林へ行くが、途中でパトリックと離れ離れになってしまう。最終的には現地の猟師の協力を得て「風の封印」を手に入れる。
次なる神殿への道は険しい山や関所があることから、ウィルはアグリスへ戻り、ルカとともに海路での移動の準備をする。その矢先、ランドールがアグリスを占領したため、エルとウィルは海路でレグナート城へと向かう。2人は闘技大会を利用してレグナート国王と謁見を果たし、対ランドール連合軍の結成について相談する。さらにその後、ウィルは「水の神殿」を管理する村長に頼み込んで入れてもらい、「水の封印」を手に入れる。
最後の封印を得るため、ウィルは一人ランドール行きの船に乗る。その時、2匹のヴァイツが船を襲う。2匹の正体はウィルの初任務に協力した漁師夫妻がキ・メラによってヴァイツに改造された姿であり、落ち着きを取り戻した夫妻は、誰にも干渉されぬ場所で暮らしたいということで、海の中へと姿を消す。
一方、ランドール軍は北の山の向こうにある神殿を調査していたが、兵士ですら神殿には入れなかった。このため、ウィルたちは連合軍の反撃のどさくさに紛れて侵入することにした。また、フリッツの父である鍛冶屋のヨーゼフにヴァイツジェムを見せたところ、伝説の剣・ヴァイツブレイドの材料の一つであることが判明する。フリッツが͡この剣を作る意向を示したことから、ウィルたちは残りの材料「ヴァイツステン」と「賢者の石」を調達する。
連合軍によるランドールへの反撃が展開される間、ウィルは単身「地の神殿」へ赴き、「地の封印」を手に入れる。スタンガからの連絡を受け、ランドールへ通じるトンネルに向かったところ、キ・メラによってヴァイツとして改造された幼馴染のクリンと遭遇する。戦闘の末、クリンは自我と記憶を取り戻し、礼を述べて死ぬ。その後、ウィルは城内でジェラールと対決するが、グラデュスIII世が兵士たちとともに、バルティスタにある「バベルタワー」へ移動したため、対決を中断してそちらへ向かう。
バベルタワーに侵入したウィルたちは、中にいたガウチに神獣のいる部屋を解放するよう説得するが、ヴァイツ化して襲い掛かってきたため、返り討ちにする。エルたちが神獣を復活させている間、ウィルはタワー最上階にてグラデュスIII世とキ・メラと対面する。ウィルとの会話の中で、グラデュスIII世は兄を殺して皇帝の座を奪い、王位継承権を持つ兄の息子（双子)を殺したことを明かしたうえで、この塔に封じられている神獣を開放すれば世界が滅びると警告する。さらに、グラデュスIII世自身もキ・メラによってヴァイツと化していた。
そこへ、エルたちの手によって復活した神獣ゼドが現れ、グラデュスIII世を抹殺する。キ・メラは逃走し、ウィルたちは巻き添えを食らう。その後ロメロの家に匿われたウィルは、「死を司る神獣ゼトを止めるには、再生を司る神獣であるゼリベルを復活させてはどうか」と提言される。
調子が整ったウィルはルカの協力を得、ポロンとともに4つの神殿に現れたあらたな封印…神獣のかけらをポロンに取り込ませる。変化がないと思ったウィルたちはいったん家に戻ったところ、キ・メラがルカの妹を人質に取って立てこもっていた。その時、ポロンが神獣・ゼリベルへと変化し、キ・メラは消滅する。ゼリベルはヴァイツブレイドがゼド鎮圧の鍵だと答えるも、今の状態では不十分であり、ヴァイツジェムが必要だった。そのヴァイツジェムはレグナートの闘技大会の副賞としてハイネルが受け取っていたため、何とかして譲ってもらい、衰弱したヨーゼフに代わってフリッツが制作を引き継いだ。
完成した伝説の剣ヴァイツブレイドを携え、ゼリベルとともにウィルたちはゼドのいる洞窟へと行く。激闘の末、ゼリベルはゼドと合体し、真の神獣となってその場を去る。洞窟が崩壊しかける中、ロメロはウィルたちを自宅に転送させる。
実は、ロメロの正体は神獣を守る「賢者」であり、長い間人々を見守ってきた。同じく「賢者」である双子の兄・ルキオは神獣をゼドとゼリベルに分け、後者とともに世界の発展を夢見ていた。ところが、ゼリベルは各地へと分散、ゼドはその凶暴さから封印せざるを得なかった。それ以来、ルキオは後悔の念から消息を絶ったことがロメロの口から語られた。

### 個別エンディング
本作のエンディングは以下の7つのうちのいずれかであり、うち4から7は特定の条件を満たす必要がある。
1. ロメロとともに、ファーランド内を旅する。
2. エルと2人で、世界の復興に乗り出す。
3. ルカとともに、ヴァイツの合成実験に精を出す。
4. 勝気な幼馴染と付き合う。
5. 武器屋の看板娘と結ばれ、共同で経営する。
6. 闘技場の受付嬢と親しくなる。
7. 宿屋の看板娘と親しくなる。